# Arboretum Sofronka
Arboretum Sofronka na severním okraji Bolevce v Plzni vzniklo v roce 1956 jako detašované pracoviště Výzkumného ústavu lesního hospodářství a myslivosti, což je státní příspěvková organizace, sídlící v Praze-Zbraslavi (Strnady) a jejímž zřizovatelem je Ministerstvo zemědělství České republiky. Na podzim roku 2009 bylo Výzkumným ústavem toto pracoviště zrušeno a předáno Správě veřejného statku města Plzně (úseku lesů, městské zeleně a vodního hospodářství) jako oddělení pro vzdělávání, veřejnost, vědu a výzkum. Nynějším vedoucím arboreta je Ing. Jan Kaňák, Ph.D.

## Založení
Arboretum v roce 1956 založil Ing. Karel Kaňák, CSc. poté, co byl Československou akademií zemědělských věd vypsán výzkumný úkol „Šlechtění borovice“. Protože dosavadní pokusné plochy a objekty nestačily k serióznímu řešení tohoto úkolu, rozhodl se založit sbírku světového sortimentu druhů rodu borovice (Pinus) v Plzni-Bolevci, kde se o rozvoj lesnictví pokoušel již v první polovině 20. století lesník Josef Sigmond. Nově vzniklé pracoviště převzalo název nedaleké lesovny, pojmenované podle prvního plzeňského lesníka Václava Sofrona.

## Lokalizace arboreta
Pozemek pro založení arboreta byl vybrán na severním okraji Plzně, v rekreační oblasti boleveckých rybníků, na hranici rozsáhlejších lesních porostů, v nadmořské výšce 330–350 m, na mírném svahu s jižní expozicí (49°46°N, 13°23°E). Od roku 1965 je v objektu umístěna i meteorologická stanice, která byla v roce 1969 začleněná do klimatologické sítě Českého hydrometeorologického ústavu pod názvem „Plzeň-Bolevec“. Poloha Sofronky, především její spodní části (mrazová kotlina) a složení půdy – permokarbonské hlinité písky a arkózy s nedostatečnou tepelnou akumulací – mají za následek častý výskyt extrémních teplot. Vegetačním typem tohoto území jsou acidofilní doubravy.
Arboretum se rozkládá na ploše asi 22 hektarů, které lesní cesta dělí na dva úseky. V severní části se mezi pokusnými pěstebními plochami nachází dva rybníky bolevecké rybniční soustavy (Vydymáček a Rozkopaný), zatímco jižní část zaujímá kromě dalších pokusných ploch také školka, skleník i zmíněná meteorologická stanice. V roce 1962 byl jižní pozemek doplněn malou provizorní budovou s laboratoří, kterou roku 1966 nahradil současný zděný provozní objekt.

## Výsadby
Od roku 1956 do současné doby bylo na ploše arboreta vysázeno 61 druhů borovic z celého světa a tato unikátní sbírka se stala jednou z největších na euroasijském kontinentu. V současné době je reprezentativně zastoupeno 16 druhů borovice, které se zde úspěšně adaptovaly, plodí a přirozeně se zmlazují (obnovují se pod mateřským porostem). Dalších 14 druhů přežilo v jednom nebo několika exemplářích. Ostatní zkoušené druhy vyhynuly buď po první zimě, nebo během několika málo let. Vzhledem k přírodním podmínkám stanoviště lze říci, že druhy, kterým se v arboretu daří, lze bez obtíží pěstovat na většině území střední Evropy.
Všechny výsadby byly prováděny způsobem běžným v normálním lesním provozu, tj. v pravidelných sponech 1x1, respektive 2x2 m. Jednotlivé partie jsou ve čtvercích, případně obdélnících, obsahujících 100 až 200 sazenic od každého vzorku populace, aby se dal posuzovat habitus každého vzorku nejen z hlediska genekologické diferenciace, ale i z hlediska lesnického.
Veškerý sadební materiál byl vypěstován ve vlastní školce na Sofronce z osiva, získaného soukromou cestou od vědeckých a výzkumných pracovníků z různých států, díky osobním kontaktům zakladatele arboreta, popřípadě výměnou s různými institucemi. Ve školce i ve výsadbách se zásadně nepoužívalo hnojení ani chemická ochrana, do výsadeb se nezasahuje ani probírkou nebo prořezávkou. Kultury se ponechávají svému přirozenému vývoji, který je ovlivňován pouze přírodním výběrem, neboť vědecké pracoviště genetiky a šlechtění lesních dřevin se nezabývá produkcí dřevní suroviny, nýbrž získáváním informací o vnitřních schopnostech a evoluci zkoumaných druhů v přirozených podmínkách prostředí.
Jedinečnost arboreta ovšem nespočívá jen v samotném počtu druhů, ale v několika desítkách až stovkách zeměpisných odchylek a variant (proveniencí) některých druhů. Díky tomu lze dobře studovat proměnlivost borovic v rámci jednoho druhu vlivem různých stanovišť v odlišných zeměpisných oblastech. Na Sofronce lze pozorovat zejména 256 variant (proveniencí) borovice lesní (Pinus sylvestris) s územním rozptylem od severního polárního kruhu po Turecko a od Skotska po Čínu. Větším počtem proveniencí je zastoupena rovněž borovice Banksova (Pinus banksiana), borovice pokroucená (Pinus contorta) či borovice černá (Pinus nigra).
U takovýchto druhů mohla být studována jejich biologie, životní strategie a šíření po ústupu posledního zalednění. Tím byly získány unikátní informace o řadě významných zákonitostí, které přímo souvisejí s metodami pěstování. Mimo jiné bylo prokázáno, že každý druh se vyvíjí v souladu se změnami vlastního prostředí, takže prodělává evoluci v souvislosti s evolucí svého areálu a tím i v souvislosti s evolucí lesních společenstev, ve kterých se vyskytuje. Z toho byla odvozena nová forma vědy o dřevinách – evoluční dendrologie.

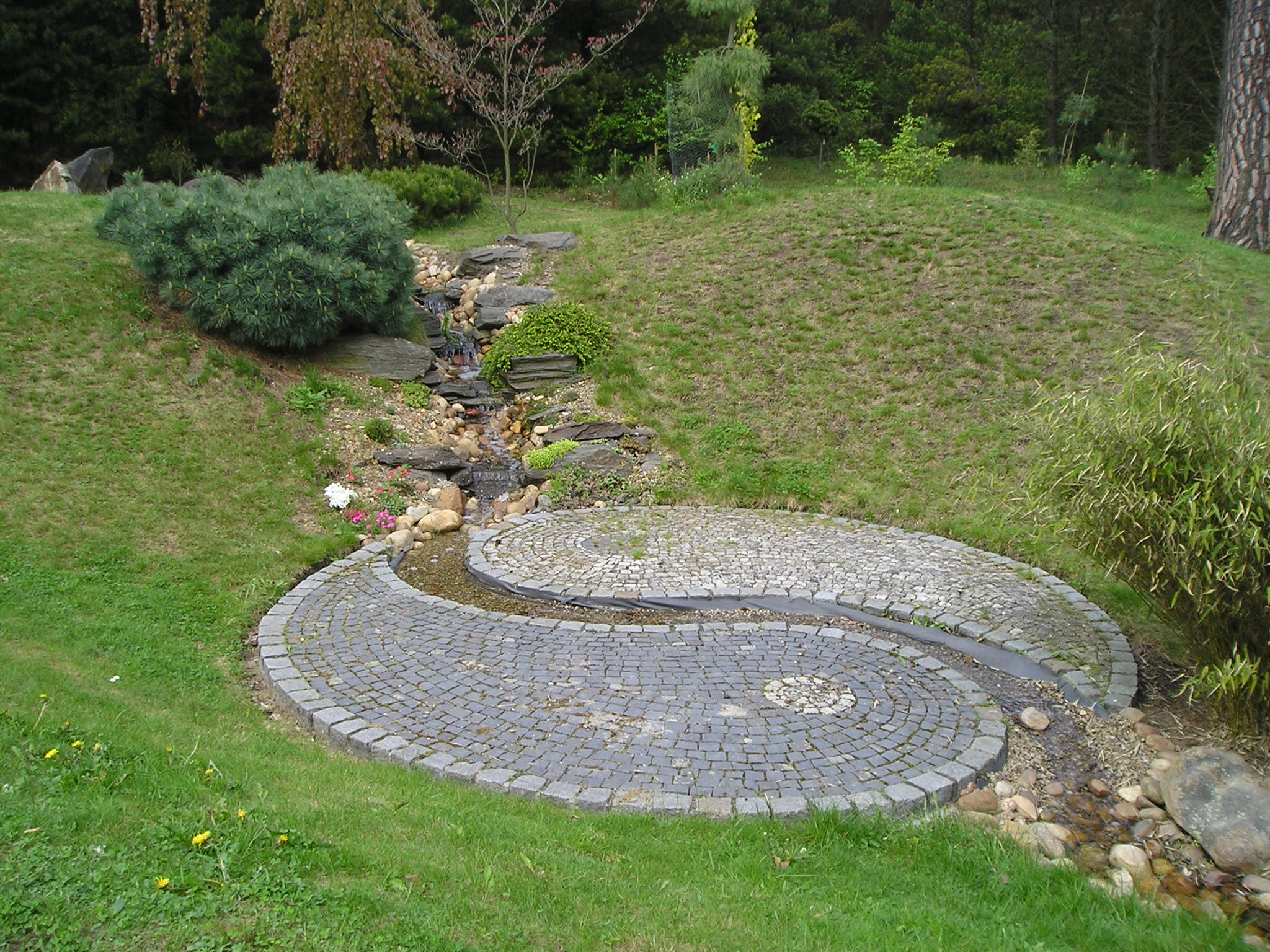
Okrasná zahrada při provozní budově

## Koncepce

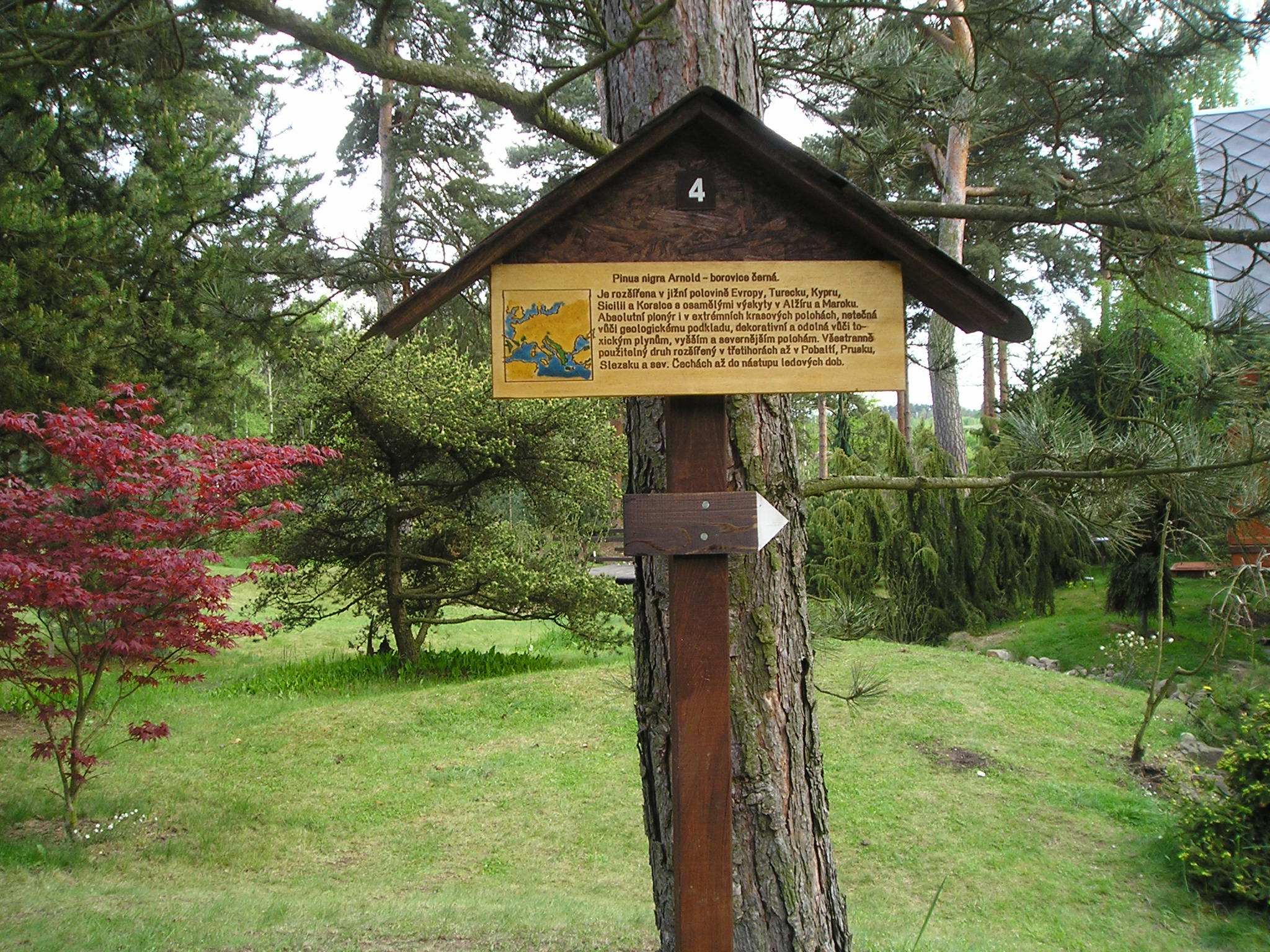
Jedna z cedulí naučné stezky o borovicích

Sofronka se tak stala jediným lesnickým pracovištěm, které se zabývá evolucí lesa, aplikovanou v ekosystémovém pojetí zacházení s lesem, tedy teorií biologického způsobu pěstování lesa. Tento způsob využívá především přirozených vlastností rostlinných druhů, přitom plně respektuje jejich roli v sukcesi a tím i jejich adaptace. Vylučuje tedy veškeré necitlivé zásahy a intervence člověka do lesních ekosystémů, což úzce souvisí se současným pojetím péče o les.
Arboretum bylo založeno výhradně k vědeckým účelům, estetické ztvárnění prostoru proto nebylo bráno příliš v potaz. Až od počátku 21. století získává okolí provozní budovy parkovou úpravu, jsou zde vysazovány okrasné kultivary borovice, ale i jiné, vzhledově atraktivní rostliny.
Vzhledem k nově nabízeným vzdělávacím aktivitám byla v areálu vybudována venkovní učebna a centrum lesní pedagogiky s výběhem daňků i další prvky (povalový chodník, prolézačky). Prostory arboreta využívá rovněž lesní školka. V roce 2010 byla otevřena naučná stezka, seznamující návštěvníky s pestrými variantami rodu borovice. 30. září 2014 byla následně zpřístupněna další naučná stezka, věnovaná včelám a včelařství.

## Význam
Za dobu existence navštívilo arboretum mnoho významných návštěv z celého světa. Význam pracoviště daleko přesahuje hranice České republiky. Proto bylo také zařazeno do mezinárodního seznamu nejvýznamnějších botanických zahrad a arboret v centrálním registru v Readingu.
Arboretum mimo jiné spolupracovalo na zachování genofondu borovice lesní, modřínu opadavého, lípy srdčité či jeřábu břeku. Podílelo se také na řešení ekologické katastrofy v Krušných horách a problematice lesa v imisních oblastech.